# Blitor
Blitor († Herbst 316 v. Chr.) war ein Statthalter von Mesopotamien in der Zeit der frühen Diadochenkriege.
Blitor amtierte im Jahr 316 v. Chr. als Satrap von Mesopotamien. Im Herbst dieses Jahres unterstützte er die Flucht des Seleukos nach Ägypten, welcher somit einer drohenden Beseitigung durch Antigonos Monophthalmos entging. Dieser wiederum ließ Blitor dafür hinrichten.
Darüber hinaus ist von Blitor nichts weiter bekannt. Vermutlich war er zuvor schon ein Gefolgsmann des Seleukos gewesen, welcher seit 320 v. Chr. als Satrap von Babylon amtierte. Es ist möglich, dass er von Seleukos im Jahr 317 v. Chr. zum Satrapen Mesopotamiens ernannt worden war, nachdem sich der vorherige Amtsinhaber Amphimachos in diesem Jahr mit Eumenes von Kardia verbündet hatte. Dies könnte Blitors Beihilfe bei Seleukos’ Flucht erklären. Nach Blitors Tod und der Flucht des Seleukos war Antigonos Monophthalmos der unbestrittene Herr des Zweistromlands. Er setzte Peithon als Satrap von Babylon ein, dem er wohl auch die Verwaltung Mesopotamiens anvertraute.

## Einzelnachweis
1. ↑  Appian, Syriake 53

| Personendaten    | Personendaten           |
| ---------------- | ----------------------- |
| NAME             | Blitor                  |
| KURZBESCHREIBUNG | Satrap von Mesopotamien |
| GEBURTSDATUM     | 4. Jahrhundert v. Chr.  |
| STERBEDATUM      | 316 v. Chr.             |